# Hainanais

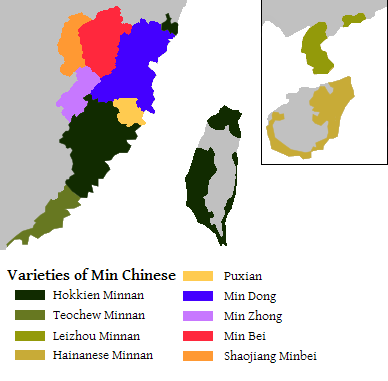
Localisation du dialecte hainanais, en jaune foncé sur la carte.

Le hainanais (chinois simplifié : 海南话 ; chinois traditionnel : 海南話 ; pinyin : hǎinán huà) ou qiongwen (chinois simplifié : 琼文片 ; chinois traditionnel : 瓊文片 ; pinyin : qióngwén piān) est une variante de la langue minnan du groupe des langues chinoises, parlée dans l'île et province de Hainan. Le terme « hainanais » est parfois utilisé pour décrire la langue du peuple Li, également présent sur la côte sud de l'île, mais le terme est surtout utilisé pour cette langue han essentiellement parlée dans la province du Fujian. 